# Carrer Sant Antoni (Alginet)

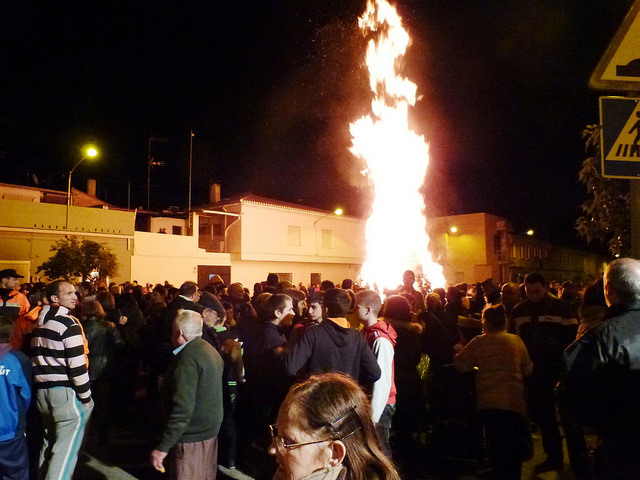
Foguera

El Carrer Sant Antoni és un dels carrers més importants d'Alginet, a la Comunitat Valenciana, que forma part del nucli antic. A més, connecta el carrer Major amb l'estació.
Sant Antoni és el patró d'Alginet. Degut a açò a aquest carrer se celebren les festivitats relacionades amb Sant Antoni. El carrer Sant Antoni també es escenari de moltes processons; a Nadal la cavalcada de reis i a Pasqua, les processons principals de la Setmana Santa. També es feien bous al carrer durant uns quants anys fins que decidiren traslladar-los als afores del poble, per no molestar els veïns.

## Celebració de Sant Antoni[3][4][5]
Aquest carrer té el seu gran protagonisme al voltant del dia 16 de gener que es el dia de Sant Antoni, es on se celebra aquesta festivitat amb correfocs i la posterior encesa de la foguera típica d'aquest dia a la plaça de l'estació.
El 16 de gener, es fa la tradicional celebració del Solemne Cant del Trisagi, la Santa Missa i, a partir de les 20.30, hi comencen a participar els dansers que van des de la plaça principal d'Alginet travessant el carrer Sant Antoni fins a la plaça de l'Estació. Seguidament, passen els correfocs i quan arriben a l'estació pel carrer Sant Antoni boten foc a la foguera i es fa el repartiment d'una coca de cansalada per als veïns que assistisquen. Finalitza amb una degustació de cacauets, tramussos, vi valencià i un sopar de truita de creïlles gegant o xulles… oferits per l'Ajuntament. El diumenge anterior, si el 16 cau entre setmana, se celebra la tradicional benedicció dels animals domèstics.
Antigament se celebraven carreres de cavalls i es sacrificava un porquet, anomenat “hoste”, que es comprava i deixava pels carrers del poble per tal que la població li donara aliments i així engreixar-lo fins al dia de la festa, en què l'Ajuntament repartia la seua carn entre els pobres.